# 825
825 (DCCCXXV, na numeração romana) foi um ano comum do século IX, do Calendário Juliano, da Era de Cristo, teve início a um domingo e terminou também a um domingo, e a sua letra dominical foi A.
| Ano completo                    |
| ------------------------------- |
| Ano comum com início ao domingo |

## Eventos
- Batalha de Ellendun entre o rei Beornwulf de Mércia em Ellandun. Esta victória determinou o fim da hegemonía de Mércia e levou a Kent, Surrey, Sussex e Essex ficassem sobe o domínio de Wessex.

## Nascimentos
- Lotário II da Lotaríngia, rei da Lotaríngia.
- Luís II da Germânia, Sacro Imperador Romano, m. em 12 de agosto de 875.

## Mortes
- Guelfo I de Altdorf, conde ancestral da família Guelfo.